# Miss Hammurabi
Miss Hammurabi (Hangul: 미스 함무라비; RR: Miseu Hammurabi), es una serie de televisión surcoreana la cual fue transmitida del 21 de mayo del 2018 hasta el 16 de julio del 2018 a través de JTBC.
La serie está basada en la novela «Judge Moon Yoo-seok's Miss Hammurabi» escrita por Moon Yoo-seok, juez principal del Tribunal del Distrito Oriental de Seúl.

## Sinopsis[4]
La serie cuenta la historia de la vida de los jueces y las diversas disputas que tienen que resolver.
Park Cha Oh-reum es una joven jueza recién nombrada que es asignada al 44.º Departamento de Asuntos Civiles en el Distrito Central de Seúl. Oh-reum siempre está buscando las injusticias para poder en su lugar a los responsables y criminales, también es capaz de empatizar profundamente con los demás, por lo que cuando se encuentra con una víctima, sus emociones pueden llegar a afectarla.
A diferencia de Oh-reum, Im Ba-reun es un joven juez sereno y con principios, que se rige por el credo de «Tribunal que es igual para todos». Aunque al inicio no está de acuerdo con que Oh-reum, sea asignada a su distrito, ya que es demasiado comprensiva con los casos, por lo que se mete en problemas, sin embargo esto cambia poco a poco.
Junto a su jefe, el juez principal Han Se-sang, Ba-reun y Oh-reum, lucharán por llevar justicia a las víctimas y castigar a los responsables, siguiendo la justicia. Mientras que en el proceso Ba-reun y Oh-reum comenzarán a desarrollar sentimientos el uno por el otro.

## Reparto

### Personajes principales
| Actor                     | Personaje        | N.º de episodios | Notas |
| ------------------------- | ---------------- | ---------------- | --- |
| Go Ara Ha Roo-bi (하루비) | Park Cha Oh-reum | 16               | Es una joven jueza novata apasionada, idealista y descarada del departamento 44 que sigue sus creencias y defiende la justicia. No es capaz de mirar para otro lado y quedarse de brazos cruzados frente a una injusticia. Considera que la túnica de juez es más bien una capa de superhéroe, por lo que rápidamente se gana el apodo de «Miss Hammurabi». Tiende a decir lo que piensa, por lo que constantemente se mete en problemas, sin embargo siempre cuenta con el apoyo incondicional de Im Ba-reun, su antiguo compañero de clases, quien también la obliga a salir de su zona de confort. Poco a poco termina enamorándose de Ba-reun. |
| L (Kim Myung-soo)         | Im Ba-reun       | 16               | Es un joven juez de élite del Departamento 44 que prioriza los principios y se apega a las reglas. Llegó hasta donde está, gracias a su trabajo duro. Es un hombre incorruptible y no acepta los errores de nadie, además de que demuestra un gran autocontrol. Cuando se reencuentra con Park Cha Oh-reum, su antigua compañera de clases de quien está enamorado, comienza a cambiar su forma de ser tan seria, ya que ella logra estimular su intelecto, desafiar sus ideas preconcebidas y lo inspiraba a ser una mejor persona. |
| Sung Dong-il              | Han Se-sang      | 16               | Es el juez principal del Departamento 44, es un hombre con muchos años de experiencia y conocimientos que entiende las duras realidades de la vida. Es el estricto jefe de Ba-reun y Oh-reum, aunque parece un hombre que siempre está molesto y desinteresado, en realidad es un hombre justo y eficiente, a quien no le interesa adular a los jefes para obtener la próxima promoción. Escucha y respeta las opiniones de sus empleados, y está dispuesto a llegar hasta lo último para defenderlos si están en lo correcto. |
| Ryu Deok-hwan             | Jung Bo-wang     | 16               | Es el símpático juez de élite del tribunal civil del departamento 43. Sabe casi todo sobre todos, fue compañero de clases de Im Ba-reun, y aunque es su mejor amigo a veces le gusta molestarlo. Le gusta quedar bien con todo el mundo, sin embargo también está dispuesto a dar su apoyo a las causas que lo ameritan, sobre todo si esto significa apoyar a sus amigos. A pesar de que no considera tener una relación, esto cambia cuando conoce a Lee Do-yeon, por lo que siempre busca una excusa para poder visitar su oficina. |
| Lee Elijah                | Lee Do-yeon      | 16               | Es una atractiva y eficiente taquígrafo y secretaria asignada al departamento 44. Se muestra como una mujer fría y a quien no le gusta relacionarse con los demás, tampoco le gusta que los demás hablen sobre su vida privada. Do-yeon tiene otro trabajo, y bajo un pseudónimo escribe historias eróticas, las cuales son publicadas en línea. Poco después cuando conoce a Jung Bo-wang, aunque intenta mantener su distancia, poco a poco él logra enamorarla. |
| Lee Tae-sung              | Min Yong-joon    | -                | Es hijo de una de las familias más ricas y poderosas de Corea, Yong-joon es consciente de que todo el dinero y la posición que tiene, las obtuvo sin realizar algún esfuerzo. Considera que el dinero y el poder son sólo un medio para conseguir lo que quiere, conoce a Park Cha Oh-reum de toda la vida y está completamente seguro de que tarde o temprano se casarían, sin embargo ella no siente lo mismo. |

### Personajes secundarios

#### Corte / Tribunal
| Actor                   | Personaje        | N.º de episodios | Notas |
| ----------------------- | ---------------- | ---------------- | --- |
| Ahn Nae-sang            | -                | -                | Es uno de los jueces presidentes de la Sede Suprema del Distrito Central de Seúl. |
| Lee Won-jong            | Bae Gon-dae      | -                | Es uno de los jueces presidentes de la Sede Suprema del Distrito Central de Seúl. |
| Kim Hong-pa             | Bub Won-jang     | -                | Es el jefe de justicia de la Sede Suprema del Distrito Central de Seúl. |
| Cha Soon-bae            | Sung Gong-choong | -                | Es uno de los jueces principales de la Sede Suprema del Distrito Central de Seúl. A pesar de que asistió a la misma escuela que Han Se-sang, Gong-choong está obsesionado con el éxito, siempre presume de ser un genio e intenta demostrarlo |
| Lee Chul-min            | Maeng Sa-sung    | -                | Es un funcionario administrativo del tribunal civil del departamento 44. |
| Lee Ye-eun (이예은)     | Lee Dan-di       | -                | Es una alguacil del tribunal civil del departamento 44. |
| Yeom Ji-young (염지영)  | Yoon Ji-young    | -                | Es una funcionaria administrativa del tribunal civil del departamento 44. |
| Jeon Jin-ki             | Kam Sung-woo     | -                | Es un juez principal. |
| Cha Soo-yeon            | Hong Eun-ji      | -                | |
| Kim Jeong-hak (김정학)  | Kwon             | -                | Es un juez superior. |
| Nam Tae-boo (남태부)    | Kim Dong-hoon    | -                | Es un juez. |
| Bae Do-hwan (배도환)    | -                | -                | Es un juez superior y mediador. |
| Park Hyun-jung (박현정) | Oh Jung-in       | -                | Es una jueza superior. |
| Kim Seo-ha (김서하)     | -                | -                | Es un abogado. |
| Ahn Joon-woo (안준우)   | Kim Choong-sik   | -                | |
| Lee Jae-woo (이재우)    | Cheon Seong-hoon | -                | Es un juez. |

#### Familiares y conocidos
| Actor                  | Personaje    | N.º de episodios | Notas                                                          |
| ---------------------- | ------------ | ---------------- | -------------------------------------------------------------- |
| Go In-bum              | -            | -                | Es el padre de Im Ba-reun.                                     |
| Park Soon-chun         | -            | -                | Es la madre de Im Ba-reun.                                     |
| Kim Young-ok           | -            | -                | Es la abuela de Park Cha Oh-reum, quien trabaja en el mercado. |
| Lee Kan-hee            | -            | -                | Es la madre de Park Cha Oh-reum.                               |
| Kim Hyun (김현)        | -            | -                | Es la tía de Park Cha Oh-reum.                                 |
| Choi Ga-in (최가인)    | -            | -                | Es la esposa de Han Se-sang.                                   |
| Baek Song-hee (백송희) | Han Seo-hyun | -                | Es la hija de Han Se-sang y Choi Ga-in.                        |
| Kim Bo-yun (김보윤)    | Han Seo-yeon | -                |                                                                |
| Jo Soo-ji (조수지)     | Han Seo-eun  | -                |                                                                |
| Seo Yoon-hyuk (서윤혁) | -            | -                | Es el hijo de Yoon Ji-young.                                   |
| Lee Joon-hee (이준희)  | -            | -                | Es el esposo de Hong Eun-ji.                                   |
| Lee Joo-suk (이주석)   | -            | -                | Es el cuñado de Min Yong-joon.                                 |

### Otros personajes
| Actor                     | Personaje      | Episodios donde apareció | Notas                                                                                     |
| ------------------------- | -------------- | ------------------------ | ----------------------------------------------------------------------------------------- |
| Na Seok-min (나석민)      | -              | -                        | Es el guardaespaldas de Min Yong-joon.                                                    |
| Yoo Hyung-kwan (유형관)   | Hwang Mal-dong | 1, 9                     | Es un abogado.                                                                            |
| Kim Ji-sung               | Kim Da-in      | 1                        | Es una joven adinerada.                                                                   |
| Kim So-ra (김소라)        | -              | 1                        | Es la segunda cita a ciegas de Im Ba-reun, sin embargo él no está interesado.             |
| Nam Hyun-joo (남현주)     | -              | 1                        | Es la madre de la tercera cita a ciegas de Im Ba-reun, sin embargo él no está interesado. |
| Hwang Yoon-gul (황윤걸)   | Kim Myung-kook | 1                        | Es un asambleísta.                                                                        |
| Jung Min-sung (정민성)    | -              | 2                        | Es el dueño de un restaurante.                                                            |
| Heo Rin (허린)            | Na In-sook     | 3                        | Es la jefa adjunta de la oficina donde ocurre el acoso.                                   |
| Lee Yoo-mi (이유미)       | -              | 3                        | Es una interna que es víctima de abuso sexual en su trabajo.                              |
| Choi Hyo-sang (최효상)    | -              | 4                        | Es un taxista.                                                                            |
| Jung Jae-sung (정재성)    | -              | -                        | Es un juez.                                                                               |
| Park Seung-tae (박승태)   | -              | -                        | Es la madre de la víctima de negligencia médica.                                          |
| Yoo So-young              | -              | -                        |                                                                                           |
| Kim Hyung-min (김형민)    | Kang Yo-han    | -                        | Es un asambleísta.                                                                        |
| Na Gwang-hoon (나광훈)    | Presidente Koo | -                        |                                                                                           |
| Choi Kwang-il (최광일)    | -              | -                        | Es un juez principal del departamento penal.                                              |
| Choi Seung-kyung (최승경) | -              | 9                        | Es el proveedor de contenedores.                                                          |
| Seo Kwang-jae (서광재)    | -              | 9                        | Es el líder del grupo que protesta.                                                       |
| Choi Gyo-shik (최교식)    | -              | 9                        | Es un miembro de la sala de emergencias del hospital.                                     |
| Hong Suk-youn (홍석연)    | -              | 11                       | Es el dueño del depósito de chatarra.                                                     |
| Baek Yoon-heum (백윤흠)   | -              | 11                       | Es el dueño de la tienda.                                                                 |
| Lee Hyo-bi (이효비)       | Jung A-reum    | 11, 15                   |                                                                                           |
| Choi Jong-ryul (최종률)   | -              | 12                       | Es un delincuente criminal.                                                               |
| Han Ji-woo (한지우)       | -              | 13                       | Es una joven estudiante universitaria.                                                    |
| Jo Jae-ryong (조재룡)     | -              | 13                       | Es un abogado.                                                                            |
| Han Da-hee (한다희)       | -              | -                        |                                                                                           |
| Park Geon (박건)          | -              | -                        |                                                                                           |
| Gong Ra-hee (공평희)      | -              | -                        | Es una reportera.                                                                         |
| Park Gun-ah (박건아)      | -              | -                        |                                                                                           |
| Ha Hoe-jung (하회정)      | -              | -                        | Es un ministro de asuntos civiles.                                                        |
| Lee Jae-woo (이재우)      | -              | -                        |                                                                                           |
| Shin Min-joo (신민주)     | -              | -                        | Es una testigo del acoso sexual que ocurre en el lugar de trabajo.                        |
| Yeon Seung-ho (연승호)    | -              | -                        | Es un oficial de control de tráfico.                                                      |
| Lee Ga-hyun (이가현)      | -              | -                        |                                                                                           |
| Shin Young-kyu (신영규)   | -              | -                        |                                                                                           |
| Shin Yoon-seop            | -              | -                        |                                                                                           |
| Ji Tae-yang (지태양)      | -              | -                        | Es un acusado.                                                                            |
| Shin Mi-young (신미영)    | Jung Soon-nyeo | -                        |                                                                                           |
| Park So-yi (박소이)       | -              | 8                        | Es la hija de Lee Young-soo.                                                              |
| Kang Shin-goo (강신구)    | -              | -                        | Es un pastor.                                                                             |
| Noh Seung-jin (노승진)    | -              | -                        |                                                                                           |
| Kim Dae-kook (김대국)     | -              | -                        | Es un reportero.                                                                          |
| Jung Dong-geun (정동근)   | -              | -                        | Es un fiscal.                                                                             |
| Bang Joon-ho (방준호)     | Mr. Kim        | -                        | Es un representante.                                                                      |
| Won Chun-gyu (원춘규)     | -              | -                        | Es un jurado.                                                                             |
| Kim Ha-min (김하민)       | -              | -                        |                                                                                           |
| Jung Nan-hee (정난희)     | -              | -                        | Es una jueza.                                                                             |
| Ju A-yeon (주아연)        | -              | -                        |                                                                                           |
| Lee Kyung-hoon (이경훈)   | -              | -                        |                                                                                           |
| Kim Ok-joo (김옥주)       | -              | -                        |                                                                                           |

### Apariciones especiales
| Actor         | Personaje   | Episodio(s) donde apareció | Notas |
| ------------- | ----------- | -------------------------- | --- |
| Lee Jung-eun  | -           | 1                          | Es una casamentera. |
| Ri Min (리민) | -           | 1                          | Es un abusador y asaltante del metro. |
| Yoo Hye-in    | -           | 1                          | Es una joven que es asaltada en el metro. |
| Lee Han-wi    | -           | 7                          | Es el hijo mayor que lucha con sus tres hermanos por la herencia de su padre, quien sufre de demencia y ya no puede reconocerlos. Cada uno termina revelando secretos del otro en el tribunal con tal de ganar su caso y obtener el dinero, sin embargo ninguno se preocupa por cuidar de su padre. Al final la herencia la recibe su hermano menor, quien en realidad es un joven huérfano a quien su padre había recogido y criado como a un hijo, así como el único que cuidaba de él. |
| Kim Eung-soo  | -           | 8                          | Es el padre de Lee Young-soo. |
| Hong Hee-won  | Goo Jin-tae | -                          | Es un abogado. |
| Kim Wook      | Lee Ga-woon | 11                         | |
| Lee Eugene    | -           | 11                         | Es un estudiante en la ferretería. |
| Yoo In-hyuk   | -           | 12                         | Es un fiscal. |
| Jo Sung-ha    | -           | 13                         | Es el profesor de escritura creativa de Lee Do-yeon. |

## Episodios
La serie está conformada por 16 episodios, los cuales fueron emitidos todos los lunes y martes a las 23:00 (KST).

### Raitings
Los números en color rojo indican las calificaciones más bajas, mientras que los números en azul indican las calificaciones más altas.
| N.º      | Fecha de emisión    | Participación promedio de audiencia | Participación promedio de audiencia | Participación promedio de audiencia |
| N.º      | Fecha de emisión    | AGB Nielsen                         | AGB Nielsen                         | TNmS                                |
| N.º      | Fecha de emisión    | Nacional                            | Seúl                                | Nacional                            |
| -------- | ------------------- | ----------------------------------- | ----------------------------------- | ----------------------------------- |
| 1        | 21 de mayo de 2018  | 3.739%                              | 4.179%                              | 3.7%                                |
| 2        | 22 de mayo de 2018  | 4.553%                              | 5.201%                              | 4.8%                                |
| 3        | 28 de mayo de 2018  | 5.045%                              | 5.487%                              | 4.9%                                |
| 4        | 29 de mayo de 2018  | 4.924%                              | 5.147%                              | 4.1%                                |
| 5        | 4 de junio de 2018  | 4.735%                              | 5.049%                              | 4.8%                                |
| 6        | 5 de junio de 2018  | 5.083%                              | 5.612%                              | 5.2%                                |
| 7        | 12 de junio de 2018 | 4.475%                              | 4.726%                              | 4.4%                                |
| 8        | 18 de junio de 2018 | 4.523%                              | 4.660%                              | 4.7%                                |
| 9        | 19 de junio de 2018 | 4.495%                              | 5.053%                              | 4.6%                                |
| 10       | 25 de junio de 2018 | 3.838%                              | 4.262%                              | 4.0%                                |
| 11       | 26 de junio de 2018 | 3.867%                              | 3.946%                              | 4.1%                                |
| 12       | 2 de julio de 2018  | 3.763%                              | 3.825%                              | 3.9%                                |
| 13       | 3 de julio de 2018  | 3.438%                              | 3.704%                              | 3.3%                                |
| 14       | 9 de julio de 2018  | 4.121%                              | 4.494%                              | 4.2%                                |
| 15       | 10 de julio de 2018 | 4.490%                              | 5.354%                              | 4.5%                                |
| 16       | 16 de julio de 2018 | 5.333%                              | 5.916%                              | 5.6%                                |
| Promedio | Promedio            | 4.401%                              | 4.788%                              | 4.4%                                |

## Música
La banda sonora original de la serie está conformada por cinco partes:

### Parte 1
| N.º | Intérprete    | Canción                    | Duración |
| --- | ------------- | -------------------------- | -------- |
| 1   | Hwang Seon-ho | «Like That Day» (그날처럼) | 4:22     |
| 2   | Hwang Seon-ho | «Like That Day» (Inst.)    | 4:22     |

### Parte 2
| N.º | Intérpretes | Canción                            | Duración |
| --- | ----------- | ---------------------------------- | -------- |
| 1   | Illuwa Band | «Everyday With You» (일상그리고너) | 3:59     |

### Parte 3
| N.º | Intérpretes     | Canción                             | Duración |
| --- | --------------- | ----------------------------------- | -------- |
| 1   | U-Mb5 ft. Hodge | «Someday, Somehow» (언젠가어띻게든) | 4:26     |
| 2   | U-Mb5 ft. Hodge | «Someday, Somehow» (Inst.)          | 4:26     |

### Parte 4
| N.º | Intérpretes          | Canción                                          | Duración |
| --- | -------------------- | ------------------------------------------------ | -------- |
| 1   | U-Mb5 ft. Sam Carter | «You Are The Apple Of My Eye» (내눈의사과입녀다) | 3:49     |

### Parte 5
| N.º | Intérprete | Canción          | Duración |
| --- | ---------- | ---------------- | -------- |
| 1   | Haru       | «Ususu» (우수수) | 4:39     |

## Premios y nominaciones
| Año  | Categoría                                   | Premio              | Nominado (a) | Resultado |
| ---- | ------------------------------------------- | ------------------- | ------------ | --------- |
| 2018 | Mejor actor revelación                      | 6th APAN Star Award | L            | Nominado  |
| 2018 | Premio a la excelencia, actriz en miniserie | 6th APAN Star Award | Go Ara       | Nominada  |

## Producción
La serie también es conocida como «Ms Hammurabi».
Está basada en la novela «Judge Moon Yoo-seok's Miss Hammurabi» escrita por Moon Yoo-seok (문유석), juez principal del Tribunal del Distrito Oriental de Seúl, la cual salió por primera vez en el 2015 en «The Hankyoreh» y más tarde fue publicada en el 2016 por «Munhakdongne Publishing Group».
Fue dirigida por Kwak Jung-hwan (곽정환), quien en el guion contó con el apoyo de Moon Yoo-seok (문유석).
La producción estuvo a cargo de Kim Da-yea, Kwon Ji-young, Park Woo-ram y Shin Yoon-ha, mientras que la producción ejecutiva fue realizada por Ham Young-hoon, Jang Kyung-ik (장경익) y Kim Woo-taek (김우택).
La primera lectura del guion fue realizada el 16 de enero del 2018. Mientras que las grabaciones fueron realizadas entre enero y mayo del mismo año.
La serie contó con el apoyo de la compañía de producción «Studio&New» y fue distribuida por la JTBC.

### Recepción
La serie fue bien recibida por los espectadores por su nueva perspectiva sobre los jueces, así como su descripción honesta de las adversidades en la sociedad coreana moderna.